# كاسلفينيا: روندو أوف بلود
كاسلفينيا: روندو أوف بلود (باليابانية: 悪魔城ドラキュラX 血の輪廻) (بالإنجليزية: Castlevania: Rondo of Blood)‏ ، هي لعبة فيديو يابانية من نوع منصات، أنتجت عام 1993م في اليابان، وجددت الإصدار عام 2010.

## روابط خارجية
- كاسلفينيا: روندو أوف بلود على موقع IMDb (الإنجليزية)